# Leszek Kucharski

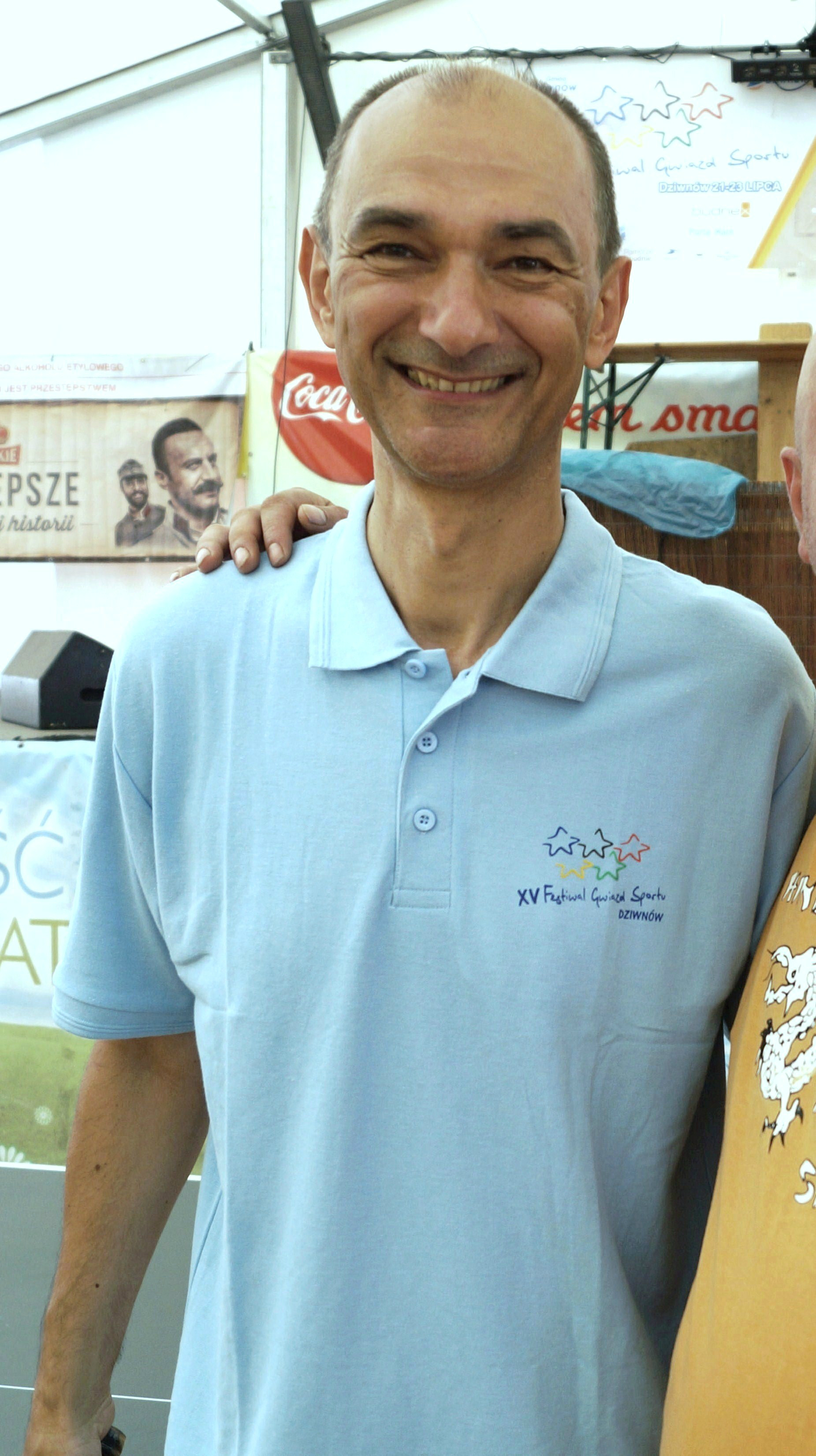
Leszek Kucharski 2016

Leszek Kucharski (* 8. Juli 1959 in Danzig) ist ein polnischer Tischtennisspieler und -trainer. Er ist Jugend-Europameister sowie Vizeweltmeister im Doppel und Vizeeuropameister im Herreneinzel.

## Jugend
Leszek Kucharski ist der Sohn von Magdalena Skuratowicz-Kucharski, die sechsmal die polnische Meisterschaft im Tischtennis gewann und 1984 Senioren-Weltmeisterin Ü50 wurde. Sie führte ihn zum Tischtennissport und in den Verein AZS-AWF Gdańsk, zu dessen Gründern sie gehörte. Im gleichen Club spielte auch Andrzej Grubba. Leszek machte rasch Fortschritte. 1969 wurde er polnischer Schülermeister, 1971, 1974 und 1977 gewann er die polnischen Jugendmeisterschaften im Einzel. Bei den Jugend-Europameisterschaften erreichte er 1974 das Viertelfinale im Einzel, 1976 Platz 3 im Mixed (mit Jolanta Szatko). 1977 gewann er in Vichy die Europameisterschaft der Jugend im Einzel.

## Karriere als Erwachsener
Seine Karriere musste er häufig wegen Rückenproblemen unterbrechen. So konnte er in der Saison 1978/79 keine Turniere spielen.

### Polnische Meisterschaften
Bei den nationalen polnischen Meisterschaften siegte er 1980 und 1987 im Einzel, 1978 im Doppel mit Stefan Dryszel, 1979, 1980, 1981, 1984 und 1988 Andrzej Grubba, 1978 und 1979 im Mixed mit Jolanta Szatko sowie 1989 mit D. Bilska. Insgesamt 11-mal wurde er Mannschaftsmeister mit den Teams von AZS-AWF Gdańsk (7-mal), Euromirex (3-mal) und Baildon Katowice (einmal).

### Europameisterschaften
Von 1982 bis 1992 war Kucharski auf allen sechs Europameisterschaften vertreten. Seine besten Platzierungen  erreichte er 1984, als er mit der polnischen Mannschaft Silber holte, und 1986, als er im Einzel-Endspiel gegen Jörgen Persson unterlag und damit Vizeeuropameister wurde.

### Weltmeisterschaften
Zwischen 1977 und 1993 wurde Kucharski achtmal für Weltmeisterschaften nominiert. Lediglich 1979 fehlte er aus gesundheitlichen Gründen. Im Doppel gewann er 1989 in Dortmund mit Zoran Kalinić die Vizeweltmeisterschaft – sie verloren das Endspiel gegen die deutschen Jörg Roßkopf/Steffen Fetzner. Weitere gute Platzierungen im Doppel erreichte Kucharski jeweils mit Andrzej Grubba 1987 mit Rang 3 sowie 1981 und 1991 (Halbfinale). 1985 wurde er mit der Mannschaft Dritter.

### Weitere internationale Auftritte
Achtmal qualifizierte sich Kucharski zwischen 1982 und 1992 für das europäische Ranglistenturnier Europe TOP-12, am besten schnitt er 1988 mit Platz 4 ab. 1988 und 1992 nahm er an den Olympischen Spielen teil. Mehrmals gewann er bei internationalen Meisterschaften.

### Trainer
Ab 1991 arbeitete Kucharski in Polen als Trainer. Zeitweise arbeitete er auch für den Indischen Tischtennisverband (bis 2013).

### Vereine
Meist spielte Kucharski in polnischen Vereinen, lediglich 1987 bis 1990 weilte er in Schweden (Halmstad und Helsinborg) und 1991 beim TSV Heilbronn-Sontheim (1. Bundesliga).

## Privat
Kucharski hat noch eine Schwester Gosia und einen älteren Bruder Zbyszek (polnischer Jugendmeister). Er war in erster Ehe verheiratet mit Ehefrau Izabell, mit der er eine Tochter Aleksandra (* 1981) hat. 1989 heiratete er in zweiter Ehe die polnische Volleyball-Nationalspielerin Dorota Rucka.

## Turnierergebnisse
| Verband | Veranstaltung                         | Jahr | Ort            | Land | Einzel       | Doppel           | Mixed        | Team |
| ------- | ------------------------------------- | ---- | -------------- | ---- | ------------ | ---------------- | ------------ | ---- |
| POL     | Europameisterschaft                   | 1992 | Stuttgart      | GER  |              | Viertelfinale    |              |      |
| POL     | Europameisterschaft                   | 1990 | Göteborg       | SWE  |              | Viertelfinale    |              |      |
| POL     | Europameisterschaft                   | 1988 | Paris          | FRA  |              | Halbfinale       |              |      |
| POL     | Europameisterschaft                   | 1986 | Prag           | TCH  | Silber       | Viertelfinale    |              |      |
| POL     | Europameisterschaft                   | 1984 | Moskau         | URS  |              | Viertelfinale    |              | 2    |
| POL     | Europameisterschaft                   | 1982 | Budapest       | HUN  | letzte 16    | Viertelfinale    |              |      |
| POL     | Jugend-Europameisterschaft (Junioren) | 1977 | Vichy          | FRA  | Gold         |                  |              |      |
| POL     | EURO-TOP12                            | 1991 | Hertogenbosch  | NED  | 11           |                  |              |      |
| POL     | EURO-TOP12                            | 1990 | Hannover       | FRG  | 7            |                  |              |      |
| POL     | EURO-TOP12                            | 1989 | Charleroi      | BEL  | 6            |                  |              |      |
| POL     | EURO-TOP12                            | 1988 | Ljubljana      | YUG  | 4            |                  |              |      |
| POL     | EURO-TOP12                            | 1987 | Basel          | SUI  | 5            |                  |              |      |
| POL     | EURO-TOP12                            | 1986 | Sodertalje     | SWE  | 5            |                  |              |      |
| POL     | EURO-TOP12                            | 1985 | Barcelona      | ESP  | 11           |                  |              |      |
| POL     | EURO-TOP12                            | 1982 | Nantes         | FRA  | 10           |                  |              |      |
| POL     | Olympische Spiele                     | 1992 | Barcelona      | ESP  | keine Teiln. | sofort ausgesch. |              |      |
| POL     | Olympische Spiele                     | 1988 | Seoul          | KOR  | letzte 16    | 6                |              |      |
| POL     | Pro Tour                              | 1997 | Gdańsk         | POL  |              | letzte 16        |              |      |
| POL     | Weltmeisterschaft                     | 1993 | Göteborg       | SWE  | letzte 64    | letzte 64        | letzte 128   | 11   |
| POL     | Weltmeisterschaft                     | 1991 | Chiba City     | JPN  | letzte 64    | Viertelfinale    | keine Teiln. | 16   |
| POL     | Weltmeisterschaft                     | 1989 | Dortmund       | FRG  | letzte 64    | Silber           | keine Teiln. | 8    |
| POL     | Weltmeisterschaft                     | 1987 | New Delhi      | IND  | letzte 16    | Halbfinale       | keine Teiln. | 5    |
| POL     | Weltmeisterschaft                     | 1985 | Göteborg       | SWE  | letzte 64    | letzte 64        | Qual         | 3    |
| POL     | Weltmeisterschaft                     | 1983 | Tokio          | JPN  | letzte 32    | letzte 16        | keine Teiln. | 12   |
| POL     | Weltmeisterschaft                     | 1981 | Novi Sad       | YUG  | letzte 32    | Viertelfinale    | letzte 64    | 8    |
| POL     | Weltmeisterschaft                     | 1977 | Birmingham     | ENG  | letzte 128   | letzte 32        | letzte 32    | 12   |
| POL     | World Cup                             | 1989 | Nairobi        | KEN  | 7            |                  |              |      |
| POL     | World Cup                             | 1988 | Canton & Wuhan | USA  | 9            |                  |              |      |
| POL     | World Cup                             | 1987 | Macao          | CHN  | 4            |                  |              |      |
| POL     | World Cup                             | 1985 | Foshan         | CHN  | 14           |                  |              |      |
| POL     | World Doubles Cup                     | 1992 | Las Vegas      | USA  |              | Viertelfinale    |              |      |
| POL     | World Doubles Cup                     | 1990 | Seoul          | KOR  |              | Halbfinale       |              |      |